# Рюд Стоквіс
Рюд Стоквіс (нід. Ruud Stokvis, 24 квітня 1943) — нідерландський академічний веслувальник.
Бронзовий призер Олімпійських Ігор 1972 року в складі розпашної двійки без стернового, учасник 1968 року.
Бронзовий призер Чемпіонату світу 1966 року в складі розпашної четвірки без стернового.